# Guillem Díaz-Plaja i Contestí
Guillem Díaz-Plaja i Contestí (Manresa, Bages 1909 - Barcelona 1984) fou un escriptor català, germà de Ferran Díaz-Plaja i Contestí i d'Aurora Díaz-Plaja i Contestí.

## Biografia
Fou fill del militar Francesc Díaz i Contestí (1879-1948), natural de Palma, i de la seva esposa, Josefa Plaja Ibrán (1884-1967), natural de Figueres. Es llicencià en dret a la Universitat de Barcelona, fou catedràtic de literatura castellana a l'Institut Jaume Balmes de Barcelona, professor a l'Institut-Escola i director de l'Institut del Teatre de Barcelona; havia fet algunes substitucions a l'Escola de Bibliotecàries. Abans de la guerra civil espanyola participà en l'avantguardisme a Catalunya, i col·laborà en el Full Groc (1929), amb Sebastià Gasch i Carreras i Lluís Montanyà. El 1936 va obtenir el Premio Nacional de Literatura i el 1962 el Premi Ciutat de Barcelona d'assaig.
Més tard fou membre de la Real Academia Española, del CSIC, de l'Acadèmia de Bones Lletres de Barcelona, director de l'Instituto Nacional del Libro Español (1966-1970) i catedràtic de la Universitat de San Marcos de Lima. Ha escrit nombrosos assaigs sobre el romanticisme, el barroc, el modernisme, la generació del 98 i l'avantguardisme, alhora que ha fet edicions d'obres completes d'autors com Gustavo Adolfo Bécquer.

## Obres

### En castellà
- Epistolario de Goya (1928)
- Rubén Darío (1930)
- Introducción al estudio del romanticismo español (1936)
- La poesía lírica española (1937)
- La ventana de papel (1939)
- El espíritu del Barroco (1940)
- Hacia un concepto de la literatura española (1942)
- El engaño de los ojos (1943)
- Esquema de la historia del teatro (1944)
- Federico García Lorca (1948)
- Modernismo frente a noventa y ocho (1951)
- Defensa de la crítica y otras notas (1953)
- Veinte glosas en memoria de Eugenio d'Ors (1955)
- El poema en prosa en España (1956)
- Visiones contemporáneas de España (1956)
- Cuestión de límites (1963)
- El estudio de la literatura (1963)
- Memoria de una generación destruïda (1966)
- Literatura universal (1966)
- Las estéticas de Valle Inclán (1967)
- Los monstruos y otras literaturas (1967)
- La letra y el instante (1967)
- Con variado rumbo (1967)
- África por la cintura (1967)
- Trópicos (1968)
- Literatura vasca (1972)
- Tratado de las melancolías españolas (1974)

### En català
- L'avantguardisme a Catalunya (1930)
- De literatura catalana (1956)
- Viatge a l'Atlàndida i retorn a Ítaca (1962)
- La defenestració de Xènius (1967).